# 려명체육단
려명체육단(표준어: 여명체육단)은 평양직할시를 연고지로 하는 종합스포츠클럽으로 소속 축구단이 특히 유명하다. 

## 역사
1997년에 창단되었다.

## 선수 명단

### 현역
- 김국범(2018 ~ )